# ИКС Холдинг
ИКС Холдинг —  российский высокотехнологичный холдинг, объединяющий компании в области технологической инфраструктуры, информационной безопасности и спутниковой связи.
В холдинг входят разработчик вычислительного оборудования Yadro, частная космическая компания «Бюро 1440», группы компаний «Гарда» (ИБ) и «Цитадель» (СОРМ) и научно-технологическая компания «Критпонит». Центры НИОКР «ИКС Холдинга» расположены в Москве, Санкт-Петербурге и Нижнем Новгороде, производственные площадки — в Подмосковье, включая производство полного цикла «Ядро Фаб Дубна». На 2025 год в «ИКС Холдинге» работали 13 тысяч человек, большая часть — инженеры
«ИКС Холдинг» — крупнейший российский разработчик аппаратного и программного обеспечения, второй крупнейший производитель оборудования и четвёртая по выручке IT-компания в стране (2024), а также один из главных поставщиков для телеком-компаний, промышленности, логистики, госсектора и финансового сектора (по оценке CNews Analytics). Выручка компании по итогам 2024 года превысила 260 млрд рублей.

## История
«ИКС Холдинг» был создан предпринимателем Антоном Черепенниковым в декабре 2018 года и объединил его активы в сфере информационных технологий: ГК «Цитадель» (информационная безопасность и производство СОРМ), «Форпост» (системная интеграция и цифровая трансформация) и «Криптонит» (инвестиции и НИОКР). 
В 2019 году холдинг приобрёл 51% российского разработчика и производителя вычислительных систем и СХД Yadro и петербургскую компанию-разработкиа ИТ-решений для телеком-сферы Nexign, а в 2020—2021 — разработчика ИИ-инструментов OneFactor. Nexign и OneFactor позднее перешли USM Telecom.
В сентябре 2020 года — марте 2022 года «ИКС Холдинг» входил в состав USM Telecom, владеющей мобильным оператором «МегаФон». В конце 2020 года «Мегафон» объявил о запуске проектной лаборатории «Мегафон 1440» (позднее ставшей «Бюро 1440») для создания низкоорбитальной спутниковой системы  высокоскоростной передачи данных. Её возглавил сооснователь Yadro Алексей Шелобков. В рамках выхода из USN Telecom, в «ИКС Холдинге» остались Yadro, «Цитадель», «Криптонит» и «Бюро 1440».
С начала 2020-х годов «ИКС Холдинг» инвестировал в создание российских базовых станций операторского класса стандартов 2G/4G/5G. После закрытия в стране центров НИОКР Intel и Nokia компания активно нанимала специалистов из этих компаний. К 2025 году у «ИКС Холдинга» были заключены форвардные контракты на поставку до 2030 года 55 тысяч базовых станций «Мегафону», t2 и «Билайну». В 2023 году компания представила первые прототипы, в 2024 — создала промышленные образцы ключевых узлов, на 2025 год запланированы поставки операторам. В марте 2025 года «ИКС Холдинг» также купил научно-производственную фирму «Микран», созданную в 1991 году на базе лаборатории ТУСУР.
К 2025 году у «ИКС Холдинга» было более 20 совместных образовательных программ с ведущими российскими техническими вузами для подготовки новых инженерных кадров. В числе вузов-партнёров компании ННГУ, МИЭТ, ИТМО, НИУ ВШЭ, СибГУТИ, МГТУ им. Баумана и другие высшие учебные заведения.

## Структура
По состоянию на 2025 год активы «ИКС Холдинга» были структурированы следующим образом:
- Бизнес Yadro включает полный цикл разработки и производства серверов, СХД, оборудования для телекоммуникационной отрасли, потребительской компьютерной техники, устройств интернета вещей, а также фаблесс-разработку микропроцессоров[37][38]. В орбиту Yadro входят разработчик микропроцессорных ядер Syntacore и разработчик устройств интернета вещей NotAnotherOne[39][40]. Yadro объединяет центры НИОКР в Москве, Санкт-Петербурге, Екатеринбурге, Нижнем Новгороде и Минске и крупнейшее в России крупносерийное производство вычислительной техники и радиоэлектроники полного цикла «Ядро Фаб Дубна» в подмосковном наукограде Дубна[41][42][43][44].
- Группа компаний «Гарда» объединяет компании в сфере информационной безопасности. В их числе «Гарда Технологии» (защита данных и сетевая безопасность), «Веблок» (разработчик межсетевого экрана для защиты веб-приложений), «Маквес Групп» (аудит ПО и защита файловых систем и неструктурированных данных, DCAP[англ.]) и «Бастион» (аудит, консалтинговые услуги, интеграция и обслуживание систем ИБ)[45][46].
- Группа компаний «Цитадель» сформировалась во второй половине 2010-х годов и к 2019 году стала крупнейшей (с долей до 80%) участником российского рынка СОРМ (средства содействия оперативно-розыскным мероприятиям)[47] В группу входят МФИ Софт», «Основа Лаб», «Малвин Системс», «Ника-Х», «Форпост», «Сигнатек» (разработка пультов управления СОРМ) и «АДМ Системы» (системы анализа интернет-трафика, DPI)[12][45]. В октябре 2019 ЗПИФ «Технологическая реальность», управляемый компанией «ВТБ капитал пенсионный резерв» купил 25,1 % «Цитадели». В рамках сделки компания была оценена в 60 млрд рублей[48].
- «Бюро 1440» — частная космическая компания, разработчик и оператор низкоорбитальной спутниковой группировки для высокоскоростной широкополосной передачи данных[49][50]. В 2023 и 2024 годах «Бюро 1440» успешно запустила тестовые миссии «Рассвет-1» и «Рассвет-2» для апробации своих технологий[51][52]. К 2027 году компания планирует начать коммерческую эксплуатацию своей сети с глобальным покрытием на основе более 250 спутников[53].
- Технологическая и научно-исследовательская группа компаний «Криптонит» занимается инвестициями в наукоёмкие стартапы и собственными изысканиями. На базе НПК работает центр НИОКР, лаборатории которого ведут перспективные исследования в областях криптографии, ИБ, телекоммуникаций, технологий хранения и обработки данных, больших данных, машинного обучения и искусственных нейронных сетей[12][54][55][56] . При поддержке «Криптонита» в Москве работает первый в России музей криптографии[57].

## Корпоративная информация

### Собственники и руководство
Основатель «ИКС Холдинга» Антон Черепенников был единственным владельцем и бессменным руководителем компании с 2018 по 2023 год. После его смерти в июле 2023 года компанией некоторое время руководил его экс-заместитель Алексей Белов. В ходе последовавшей реструктуризации контроль над компанией перешёл управляющим партнёрам и сооснователям структур «ИКС Холдинга». С февраля 2024 года генеральным директором компании стал Алексей Шелобков, основатель и глава Yadro и «Бюро 1440».

### Финансовые показатели
По итогам 2024 года выручка «ИКС Холдинга» превысила 260 млрд рублей (более 60% роста к 2023 году). Главную роль в структуре выручки играет выпуск серверов, СХД и клиентских систем, а доля ИБ или регуляторного СОРМ сократилась в сравнении с предшествующими периодами.

### Рейтинги
- Рейтинговое агентство АКРА присвоило в 2023 году «ИКС Холдинг» рейтинговую оценку A-(RU) со стабильным прогнозом, в 2024 году рейтинг был повышен до A+(RU), в 2025 - до AA-(RU)[61].
- Рейтинговое агентство «Эксперт РА» в 2023 году присвоило  «ИКС Холдинг» рейтинговую оценку ruA- со стабильным прогнозом, в 2024 году рейтинг был повышен до ruA+, в 2025 - до ruAA-[62].
- Рейтинговое агентство НКР присвоило в 2024 году «ИКС Холдинг» кредитный рейтинг AA-.ru со стабильным прогнозом[63].

## Санкции
24 февраля 2023 года «ИКС Холдинг», его структуры и лично Антон Черепенников были включены в блокирующий список американских санкций в связи со вторжением России на Украину.